# Nops variabilis
Espèce
Nops variabilis est une espèce d'araignées aranéomorphes de la famille des Caponiidae.

## Distribution
Cette espèce se rencontre en Colombie et au Venezuela.

## Description
Le mâle mesure 5,0 mm et la femelle 6,3 mm.
Le mâle décrit par Sánchez-Ruiz et Brescovit en 2018  mesure 8,9 mm et la femelle 9,5 mm.

## Publication originale
- Keyserling, 1877 Amerikanische Spinnenarten aus den Familien der Pholcoidae, Scytodoidae und Dysderoidae. Verhandlungen der kaiserlich-königlichen zoologisch-botanischen Gesellschaft in Wien, vol. 27, p. 205-234 (texte intégral).